# لیک اندیز (داکوتای جنوبی)
لیک اندیز(به انگلیسی: Lake Andes) شهری در ایالت داکوتای جنوبی کشور ایالات متحده آمریکا است که جمعیت آن در سرشماری سال ۲۰۱۰ میلادی، ۸۷۹ نفر بوده‌است.

## نگارخانه

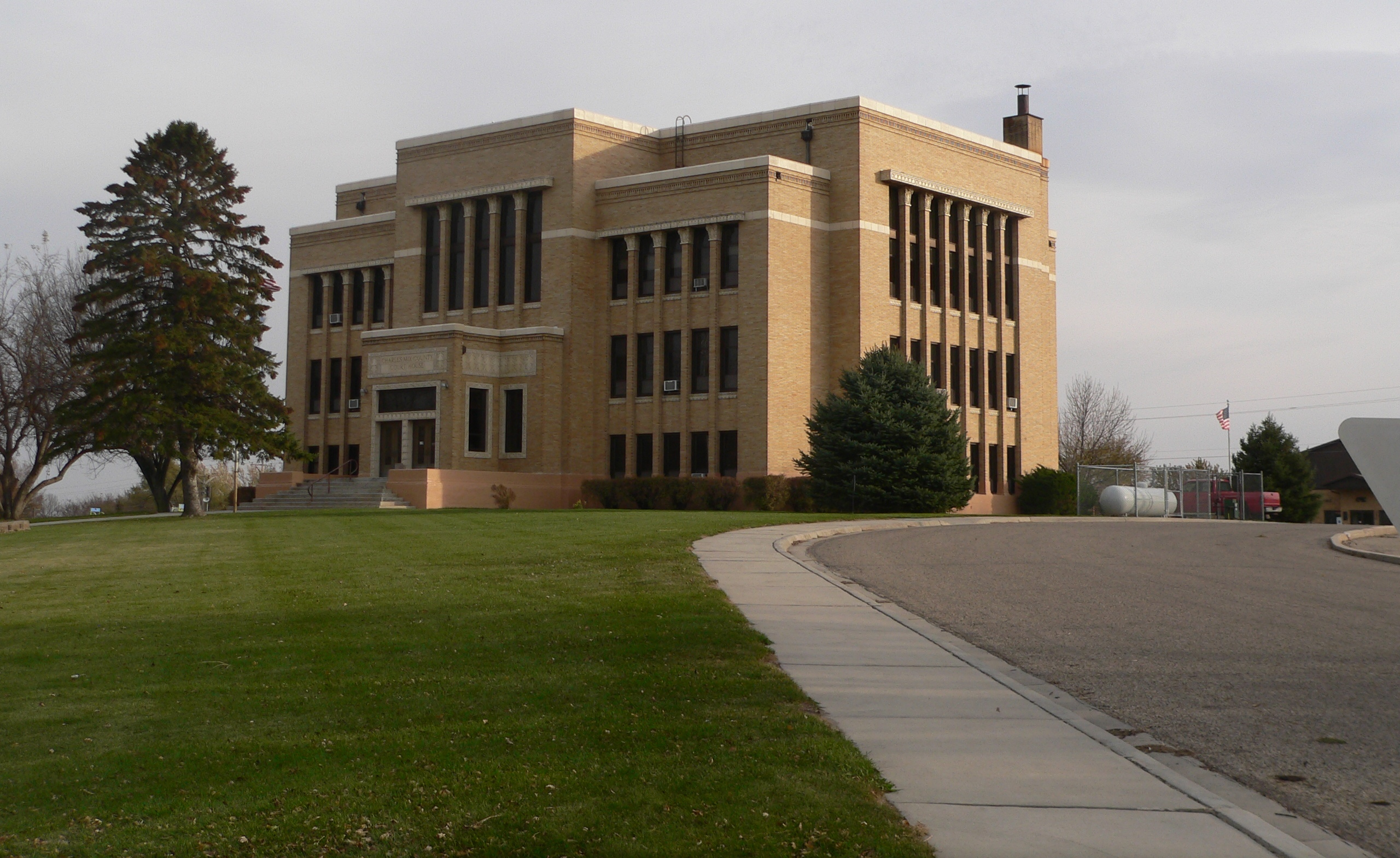
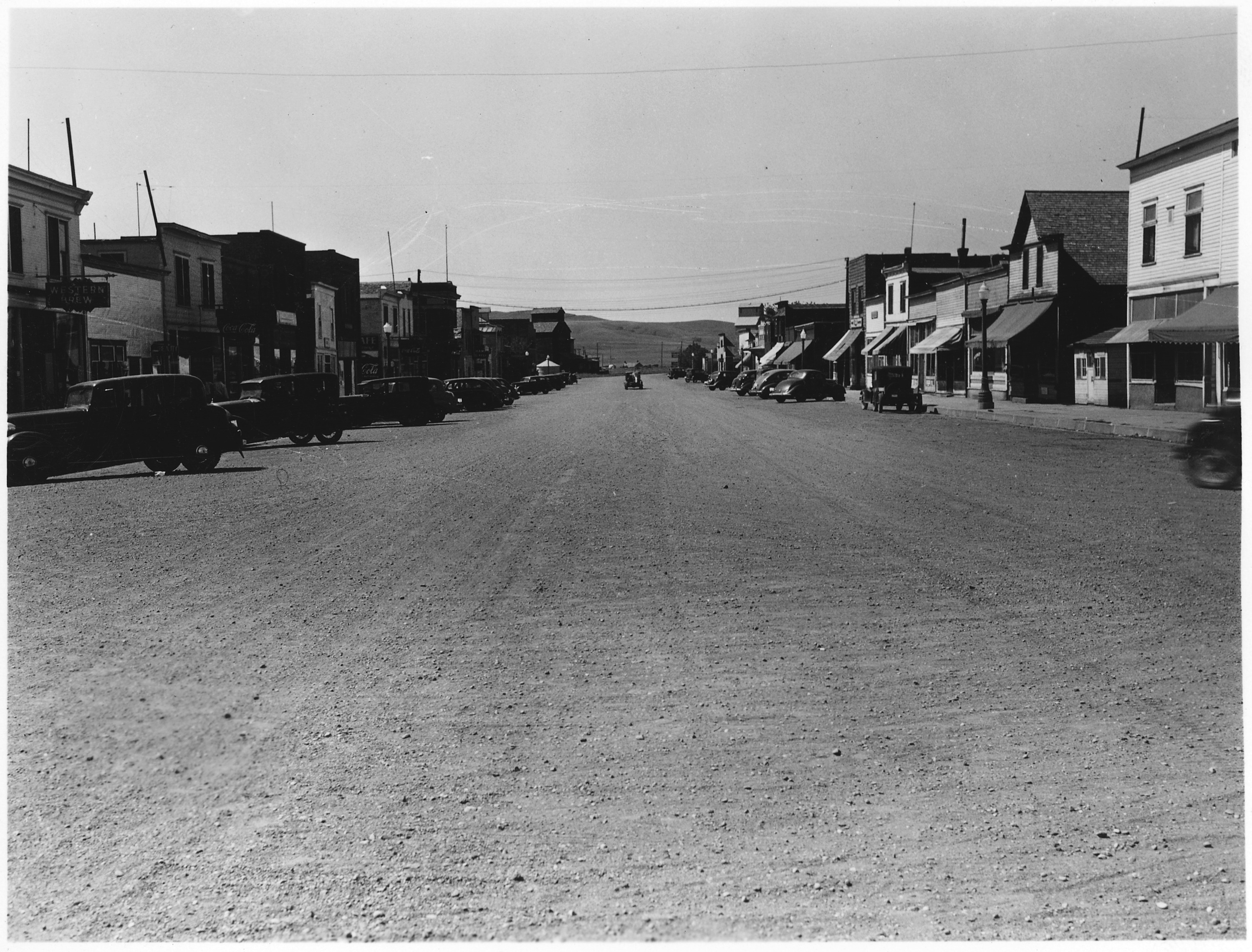
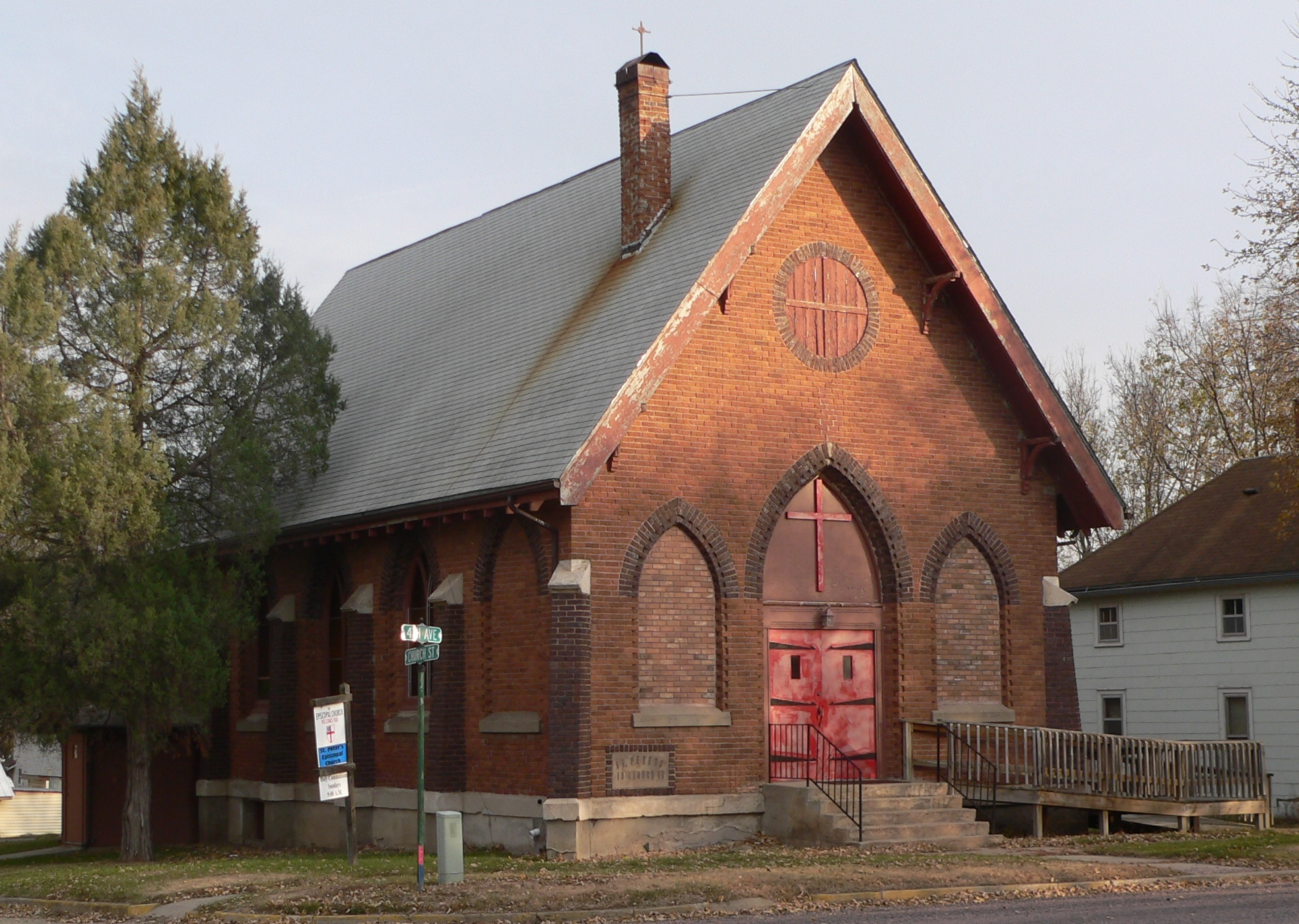
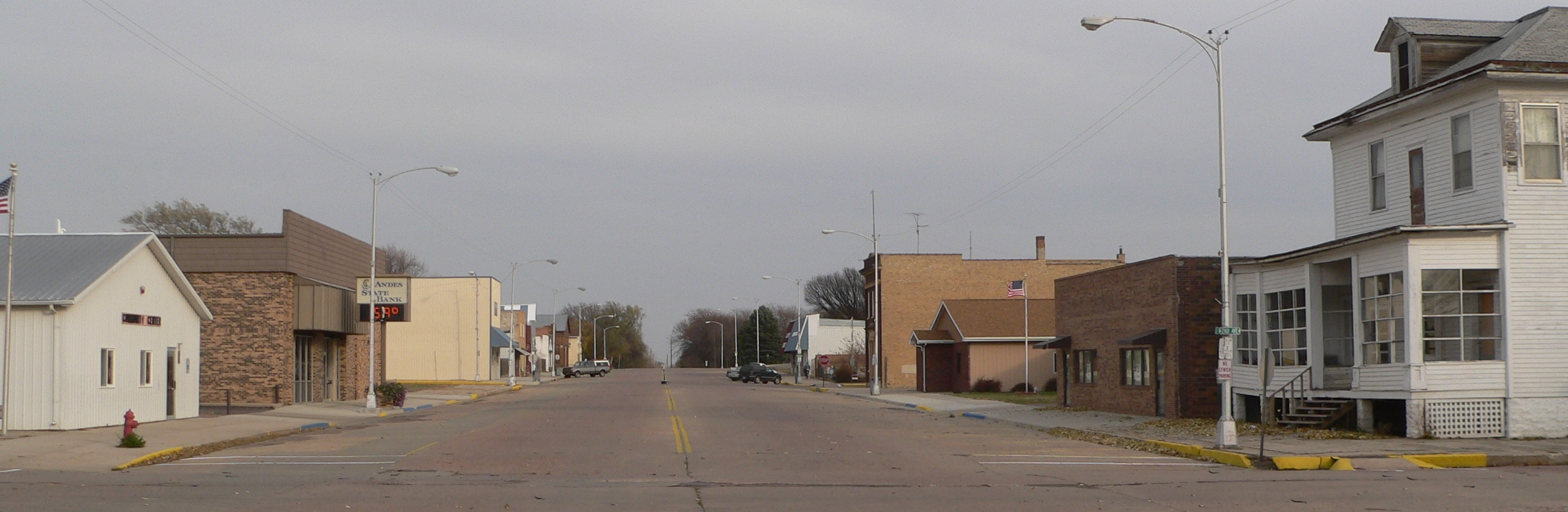
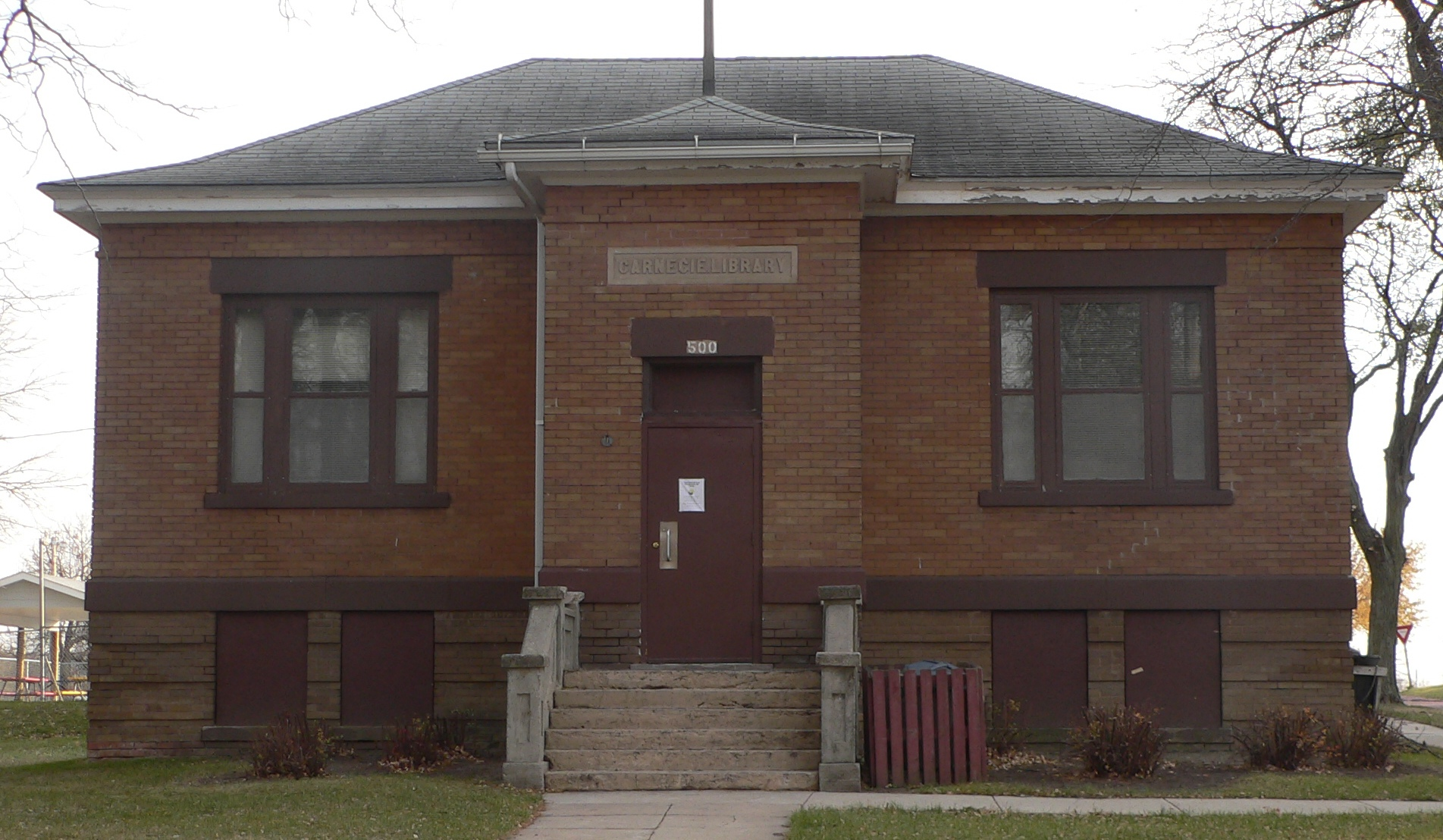